# Kiberpank
Kiberpank (cyberpunk) je izvirno podžanr znastvene fantastike, ki opisuje postindustrijsko urbano družbo bližnje ali daljne prihodnosti. Izraz je skovanka iz besed kibernetika in pank, prvi ga je uporabil pisatelj Bruce Bethke kot naslov kratke zgodbe o najstniških hekerjih, objavljene leta 1983. Žanr je najbolj populariziral roman Nevromant pisatelja Williama Gibsona.
Izraz se je sčasoma razvil v oznako za subkulturo s specifičnimi, tehnološko obarvanimi vrednotami (na primer zagovarjanje prostega dostopa do sistemov za močno šifriranje, ki omogoča ohranjanje zasebnosti in svobode izražanja na internetu).